# ویسلان
ویسلان (به فرانسوی: Ouislane) یک منطقهٔ مسکونی در مراکش است که در Meknès Prefecture واقع شده‌است.
 ویسلان  ۸۷٬۹۱۰ نفر جمعیت دارد.